# Amateur Press Association
Eine Amateur Press Association (APA) ist eine Gruppe von nicht professionellen Autoren, die gemeinschaftlich ein Fanzine herausbringen, das dann als Apazine oder einfach nur Apa (Plural Apae)  bezeichnet wird. 
Die einzelnen Beiträge werden bis zu einem festgelegten Termin an einen Herausgeber gesandt, den Official Editor (OE). Der OE vereinigt die  Beiträge der Einzelautoren (Egozines), indem er sie zusammenheftet oder -bindet, mit einem Umschlag, einem Inhaltsverzeichnis und eventuell einem Editorial, dem Official Organ (OO), versieht und das so entstandene Sammelwerk dann wieder an die Teilnehmer verteilt. Der Verbleib der Teilnehmer in der APA ist dabei häufig von einer Mindestanzahl eingereichter Seiten abhängig. Diese Minac (kurz für minimal activity „Mindestaktivität“) gilt in der Regel pro Ausgabe des Apazines oder Jahr.
Apas werden häufig als Vorläufer der Internetforen angesehen. Tatsächlich erfüllen viele Apas die Funktion von Diskussionsforen und waren bis zur Entstehung des Internets eine sehr effektive Methode, um sich in überregionalen Gruppen auszutauschen. Analog zu Internetforen gab und gibt es Apas zu den unterschiedlichsten Themen.
Ihre Blütezeit erlebten die Apas zwischen 1960 und 1990. Danach ging ihre Zahl durch die Konkurrenz mit den Internetforen stetig zurück.
Eine langlebige, deutschsprachige Apa ist die Futurian Amateur News (FAN), eine APA mit Schwerpunkt auf der Diskussion des Themas Science fiction, die mit Unterbrechungen seit den 1960ern aktiv ist. Zu den Apanauten genannten Teilnehmern zählten bereits mehrere (heute) bekannte deutsche Autoren, wie zum Beispiel Hans Joachim Alpers.
APAs als Vereinigungen von Amateurjournalisten und Hobbydruckern entstanden ab den 1870er Jahren in den Vereinigten Staaten. Eine der ältesten ist die am 19. Februar 1876 von Evan Reed Riale und neun Mitstreitern in Philadelphia gegründete National Amateur Press Association (NAPA), etwas jünger die 1895 gegründete United Amateur Press Association (UAPA). Diese Vereinigungen sind zu unterscheiden von Apas im oben beschriebenen Sinn, da es sich eher um Verbände von Hobbydruckern und -autoren handelte, wobei Beiträge zur Verbandszeitschrift zwar begrüßt und ermutigt, aber nicht erwartet wurden.